# Makoto Hasebe
Makoto Hasebe (japonsko 長谷部 誠), japonski nogometaš, 18. januar 1984, Šizuoka, Japonska.
Za japonsko reprezentanco je odigral 114 uradnih tekem in dosegel 2 gola.